# Anders Mossling
Anders Mossling (Vallentuna, 20 luglio 1963) è un attore svedese, vincitore del premio Guldbagge come miglior attore nel 2017.

## Biografia
Formatosi a Stoccolma si trasferisce successivamente in Italia per un periodo di studi. Dal 1999 è attivo nei principali teatri di Svezia, Norvegia e Danimarca.

## Filmografia
- Yarden, regia di Måns Månsson (2016)
- Thelma, regia di Joachim Trier (2017)
- Terapia mortale (Klienten), regia di Anders Rønnow Klarlund (2022)

## Doppiatori italiani
Nelle versioni in italiano dei suoi film, Anders Mossling è stato doppiato da:
- Andrea Lavagnino in Thelma

## Premi e riconoscimenti
Guldbagge
2017 - Miglior attore - Yarden